# Ron
Ron je fluviální svahový pohyb spočívající v nesoustředěném stékání vody po povrchu terénu. Dochází k němu při větším dešti nebo nasycení půdy vodou. Voda nejprve pozvolna přetéká ve směru sklonu svahu, ale po dosažení určité mocnosti utváří na povrchu terénu tekoucí vrstvu vody. Ta vyvolává plošný splach, při němž dochází k odnosu jemných částic půdy nebo zvětralinového pláště. Ten se účinně projevuje především v aridních oblastech bez vegetace nebo na obnažené půdě (například na polích). Naopak v lesích se neprojevuje vůbec a na zatravněných plochách jen málo.